# Heikki Aukusti Tuominen (ministre)
Heikki Aukusti Tuominen (né le 5 décembre 1920 à Perniö – mort le 21 juillet 2010 à Helsinki) est un homme politique finlandais. Il a été notamment ministre de l'Intérieur et ministre des Finances,.